# Galvez Esporte Clube
El Galvez Esporte Clube es un equipo de fútbol de Brasil que juega en el Campeonato Acreano, la primera división de fútbol del estado de Acre.

## Historia
Fue fundado el 3 de junio de 2011 en la ciudad de Rio Branco del estado de Acre como el equipo representante de la policía militar. Sus colores son los de la bandera del estado de Acre y el escudo está relacionado con Luiz Gálvez Rodrigues de Arias, el Emperador del Estado Independiente de Acre. Dentro del escudo aparece una estrella solitaria en relación con la revolución acreana. El club cuenta con secciones menores que han sido campeones estatales en varias ocasiones.
Su primera aparición en torneo estatales se dio en 2011 al participar en la segunda categoría del Campeonato Acreano, donde logró el título de manera invicta en 2012 y logró el ascenso a la primera división estatal.
En 2016 el club clasifica por primera vez a la Copa de Brasil, donde eliminó en la primera ronda al Rio Branco FC, pero fue eliminado en la segunda ronda por el gigante de primera división Santos FC. Un año más tarde clasificó por primera vez a la Copa Verde, donde fue eliminado en la primera ronda por el Paysandu FC.
En 2018 termina subcampeón del Campeonato Acreano y con ello obtiene la clasificación al Campeonato Brasileño de Serie D, con lo que es la primera ocasión que compite a nivel de liga a escala nacional.

## Palmarés
- Campeonato Acreano (1):

2020
- Acreano Serie B (1):

2012

## Jugadores

### Jugadores destacados
- Tonho Cabañas,[5] máximo goleador del club en una competición oficial (11 goles en el Campeonato Acreano de 2016)

## Entrenadores
- Pablo Simões (abril de 2016–marzo de 2017)[6]
- Zé Marco (marzo de 2017–2017)[7]
- Zé Marco (octubre de 2017–noviembre de 2020)[8][9]
- Paulo Roberto de Oliveira (noviembre de 2020–julio de 2021)[9][10]
- Kinho Brito (diciembre de 2021–presente)[1]